# The Legend of Vox Machina
The Legend of Vox Machina ist eine US-amerikanische Animations-Fernsehserie, basierend auf Dungeons & Dragons und finanziert von Critical Role. Die erste Staffel besteht aus 12 Episoden, von denen die ersten 10 durch eine Kickstarter-Kampagne unterstützt wurden.

## Handlung und Charaktere
Die Serie spielt in der fiktiven Welt Exandria, die Matthew Mercer, ein US-amerikanischer Synchronsprecher, 2012 für seine persönliche Dungeons-&-Dragons-Kampagne erschuf. 2015 begann die Geschichte als eigentliche Spiel-Webserie in Critical Role. Die Handlung findet auf dem Kontinent Tal'Dorei an Orten wie der Metropole Emon und dem Stadtstaat Whitestone statt.
Das Team von Vox Machina besteht aus sieben Charakteren mit teils sehr unterschiedlichen Fähigkeiten, deren Lieblingsbeschäftigungen kämpfen und feiern sind.
Die ersten beiden Folgen der Serie handeln vom Kampf des siebenköpfigen Teams gegen den blauen Drachen Brimscythe. Dann adaptiert die Serie den Briarwood-Bogen aus der ursprünglichen Webserie, in der die Protagonisten den Mord an den Herrschern der Stadt Whitestone und den meisten ihrer Nachkommen durch den bösen Lord und Lady Briarwood rächt.

## Besetzung und Synchronisation
Die deutsche Synchronfassung entsteht bei der Arena Synchron GmbH, Berlin, mit Dialogbüchern von Rieke Werner und Tim Schwarzmaier unter Regie von Patrick Baehr.
In der Kategorie „Beste Animationsserie“ gewann die Produktion 2023 den Deutschen Synchronpreis.
| Rolle                  | Originaler Synchronsprecher | Deutscher Synchronsprecher | Bemerkungen |             |             |             |
| Vox Machina            | Vox Machina                 | Vox Machina                | Vox Machina | Vox Machina | Vox Machina | Vox Machina |
| ---------------------- | --------------------------- | -------------------------- | --- | ----------- | ----------- | ----------- |
| Vex'ahlia „Vex“ Vessar | Laura Bailey                | Julia Kaufmann             | Halbelfe und Waldläuferin, Zwillingsschwester von Vax. Hat Kopfschmerzen, wenn ein Drache in der Nähe ist.     |             |             |             |
| Vax'ildan „Vax“ Vessar | Liam O'Brien                | Jeremias Koschorz          | Halbelf und Waldläufer, Zwillingsbruder von Vex. Sehr geschickt im Umgang mit Wurfmessern.                     |             |             |             |
| Percy De Rolo          | Taliesin Jaffe              | Arne Stephan               | Revolverheld, dessen Eltern beim Angriff der Briarwoods auf Whitestone getötet wurden.                         |             |             |             |
| Pike Trickfoot         | Ashley Johnson              | Lea Kalbhenn               | Gnom und Klerikerin der Göttin Everlight.                                                                      |             |             |             |
| Keyleth                | Marisha Ray                 | Katharina Schwarzmaier     | Halbelf-Druidin, kann Flora und Fauna beschwören.                                                              |             |             |             |
| Scanlan Shorthalt      | Sam Riegel                  | Marius Clarén              | Gnom und Barde, stets auf der Suche nach dem nächsten sexuellen Abenteuer.                                     |             |             |             |
| Grog                   | Travis Willingham           | Matti Klemm                | Halbriese, groß und stark, geistig limitiert, aber gutherzig. Liebstes Hobby ist das Abschlachten von Feinden. |             |             |             |
| Nebencharaktere        |                             |                            | |             |             |             |
| Lord Sylas Briarwood   | Matthew Mercer              | Marcus Off                 | Bösewicht, der mit seiner Frau Delilah Whitestone angegriffen und Percys Eltern getötet hat.                   |             |             |             |
| Lady Delilah Briarwood | Grey Griffin                | Victoria Sturm             | Hexe, die mit ihrem Mann Sylas Whitestone angegriffen hat.                                                     |             |             |             |
| Archibald Desnay       | Dominic Monaghan            | Jan Odle                   | Freiheitskämpfer für Whitestone und Jugendfreund von Percy.                                                    |             |             |             |
| Lady Kima of Vord      | Stephanie Beatriz           | Anne Helm                  | Halbling und Paladin von Bahamut.                                                                              |             |             |             |
| Uriel Tal'Dorei        | Khary Payton                | Peter Flechtner            | Regent des Königreichs Tal'Dorei.                                                                              |             |             |             |
| General Krieg          | David Tennant               |                            | Berater von Uriel                                                                                              |             |             |             |
| Shaun Gilmore          | Sunil Malhotra              | Simon Jäger                | Eigentümer des Ladens für magische Gegenstände (Gilmore's Glorious Goods), steht auf Vax.                      |             |             |             |
| Cassandra              | Esme Creed-Miles            | Rieke Werner               | Schwester von Percy, bei den Briarwoods aufgewachsen.                                                          |             |             |             |

## Episodenliste

### Staffel 1
| Nr. (ges.) | Nr. (St.) | Deutscher Titel                      | Originaltitel                    | Regie              | Drehbuch                      |
| --- | --------- | ------------------------------------ | -------------------------------- | ------------------ | ----------------------------- |
| 1 | 1         | Der Schrecken von Tal'Dorei – Teil 1 | The Terror of Tal'Dorei – Part 1 | Young Heller       | Brandon Auman                 |
| Eine nicht identifizierte Bestie brennt das Land nieder und wurde bisher von niemandem besiegt. Der Rat von Tal'Dorei schreibt daher eine beträchtliche Belohnung für den Tod der Bestie aus. Nach einer Prügelei in einer Spelunke wird Vox Machina auf die Ausschreibung aufmerksam und nimmt sie wegen ihres chronischen Geldmangels an. Obwohl die Gruppe beim Rat der Stadt keinen guten Eindruck macht, gibt der Regent Uriel ihnen dennoch den Auftrag, die Bestie zu jagen. Die Gruppe nimmt die Spur bei den Shalesteps auf, wo die Kreatur zuletzt gesehen wurde. Der Spur eines Dorfkindes folgend trifft Vox Machina auf die Kreatur – den blauen Drachen Brimscythe. Es kommt zum Kampf, wobei Brimscythe seine Angreifer beinahe tötet und verschwindet. Vex enthüllt, dass ein Drache ihre Mutter getötet hat, als sie jung waren. Sie erzählt auch, dass sie die Anwesenheit eines Drachen gespürt hat, als sie beim Rat vorgesprochen haben. Auf dem Rückweg durchqueren sie erneut die Shalesteps und finden das Dorf zerstört und seine Bewohner getötet vor. Vox Machina fühlt sich wegen des Todes der Dorfbewohner schuldig und beschließt, Brimscythe zu töten oder bei dem Versuch zu sterben. |           |                                      |                                  |                    |                               |
| 2 | 1         | Der Schrecken von Tal'Dorei – Teil 2 | The Terror of Tal'Dorei – Part 2 | Alicia Chan        | Brandon Auman                 |
| Ein Bataillon von Soldaten wird von Brimscythe ausgelöscht, General Krieg gehört zu den wenigen Überlebenden. Als der Rat darüber informiert wird, vermutet Vex, dass Sir Fince mit dem Drachen verbündet ist. Sie fragen Shaun Gilmore in seinem magischen Laden Gilmore's Glorious Goods, ob er Informationen über Drachen hat und wie man sie töten kann. Während Gilmore mit Vax flirtet, gibt er sein Wissen über blaue Drachen aus einem Buch preis. Scanlan und Grog folgen Fince heimlich zu Kriegs Villa, wo sie sich mit den anderen Mitgliedern von Vox Machina treffen. Sie dringen in die Villa ein und konfrontieren Fince, dass er mit dem Drachen zu tun habe, doch da taucht Krieg auf, tötet Fince und flüchtet durch ein Portal. Sie folgen ihm und landen in einer Höhle, wo Krieg sich zu Brimscythe transformiert. Ein Kampf entbrennt und Vax erkennt, dass die Schwäche des Drachens sein Hals ist. Die Gruppe arbeitet zusammen, um Grog den tödlichen Schlag zu ermöglichen, so dass dieser den Drachen töten kann. Der Rat belohnt Vox Machina mit Ehrentiteln und den Schlüsseln zu ihrem eigenen Haus in Emon, zusammen mit einer Einladung zu einem bevorstehenden Bankett mit wichtigen Leuten aus ganz Tal'Dorei. Währenddessen werden Lord Sylas und Lady Delilah Briarwood auf ihrer Reise nach Emon von Banditen überfallen. Sylas schlachtet die Angreifer brutal und scheinbar mühelos ab, bevor das Paar seine Reise fortsetzt. |           |                                      |                                  |                    |                               |
| 3 | 1         | Feinde aus alten Tagen               | The Feast of Realms              | Stanley Von Medvey | Eugene Son                    |
| Die Mitglieder von Vox Machina haben sich in ihrem neuen Haus niedergelassen. Abends beim angekündigten Bankett ist Percy schockiert über die Ankunft der Briarwoods. Er informiert die Gruppe, dass sie diejenigen sind, die seine Familie ermordet haben, um die Kontrolle über Whitestone zu übernehmen. Vax meldet sich freiwillig, um die Suite der Briarwoods zu untersuchen. Während des Essens bringt Sylas Uriel auf magische Weise unter seine Kontrolle. Als Percy die Briarwoods mit Vorwürfen konfrontiert, behauptet Delilah, dass die de Rolos freiwillig abgedankt hätten. In ihren Räumen entdeckt Vax ein verstecktes Buch, in dem der Geflüsterte erwähnt wird. Als die Briarwoods eintreten und Vax entdecken, will Sylas ihn nach Art eines Vampirs beißen, doch Vax entkommt. Das Paar kämpft gegen den Rest von Vox Machina im Hof, während Scanlan die Bankettgäste mit einer musikalischen Darbietung ablenkt. Obwohl die Briarwoods Vox Machina zu besiegen scheinen, flüchten sie und lassen ihren Kutscher Desmond zurück. Percy, der von einem Schattenwesen besessen zu sein scheint, bedroht Desmond und will Informationen über die Briarwoods haben, wird aber von Uriel unterbrochen, der Vox Machina verhaften lässt. |           |                                      |                                  |                    |                               |
| 4 | 1         | Schatten in der Nacht                | Shadows at the Gates             | Young Heller       | Ashly Burch                   |
| Nachdem Uriel Vox Machina verhaften ließ, weil sie das Bankett gestört und den Kutscher der Briarwoods angegriffen haben, kann Lady Allura Uriel so beeinflussen, dass Vox Machina unter Hausarrest gestellt wird, anstatt ins Gefängnis geworfen zu werden. Noch in dieser Nacht entsteigen Untote, die von den Briarwoods erweckt und kontrolliert werden, ihren Gräbern und greifen das Haus an, um Delilahs Buch zurückzubringen und Vox Machina zu eliminieren. Da Pikes Verbindung zum Everlight unterbrochen ist, kann sie ihre Magie nicht einsetzen. Die Untoten töten sämtliche Wachen um das Haus und dringen ein. Vox Machina kann den ersten Angriff abwehren. Jarrett, der einzige Überlebende der Wachen, lässt die Gruppe entkommen, nachdem sie versprochen hat, seine Männer zu rächen und Uriel aus dem magischen Bann der Briarwoods zu befreien. Einzig Pike beschließt, sich von der Gruppe zu trennen und einen Tempel aufzusuchen, um ihre Verbindung zum Everlight wieder aufzubauen. |           |                                      |                                  |                    |                               |
| 5 | 1         | Reise des Schicksals                 | Fate's Journey                   | Alicia Chan        | Jennifer Muro                 |
| Vox Machina stockt ihre Waffenvorräte bei Gilmore auf und macht sich auf den Weg nach Whitestone. Die Gruppe wird weiteren Untoten angegriffen, die von Delilah geschickt wurden, um ihr Buch wiederzuerlangen. Scanlan, der das Buch verwahrt, wird von den Kreaturen entführt, aber die Gruppe kann ihn befreien, jedoch geht das Buch an die Kreaturen und ihre Ausrüstung geht verloren. Abends beim Lagerfeuer nähern sich Vax und Keyleth langsam an, obwohl Vex ihren Bruder davor warnt. Percy, der abgesondert liegt, dreht den sechsschüssigen Lauf seiner Waffe; In fünf seiner sechs Kammern sind die Namen von Personen eingraviert, die am Tod seiner Familie beteiligt waren. Währenddessen wird Pike im Tempel aufgenommen und hofft, sich wieder mit dem Everlight verbinden zu können. Die Gruppe kommt in Whitestone an, das seit der Machtübernahme der Briarwoods ein trostloser Ort ist, wo die Bewohner sich aus Angst drinnen verstecken. Sie finden den Sonnenbaum im Zentrum der Stadt und müssen entsetzt feststellen, dass Dorfbewohner am Baum aufgehängt wurden, die wie die Mitglieder von Vox Machina verkleidet sind. |           |                                      |                                  |                    |                               |
| 6 | 1         | Ein Funke der Hoffnung               | Spark of Rebellion               | Stanley Von Medvey | Mae Catt                      |
| Mehrere Rebellen gegen die Briarwoods, angeführt von Percys altem Freund Archibald Desnay, werden von Captain Stonefell gefangen genommen. Dieser lässt Archi von Duke Vedmire foltern, doch der gibt keine Geheimnisse der Rebellen preis. Also befiehlt Stonefell, ihn am nächsten Tag hinrichten zu lassen. Vox Machina spricht mit der Führerin Yennen, welche die Rebellen unterstützt. Sie brechen in das Gefängnis ein und können die gefangenen Rebellen und Archibald zunächst befreien, werden dann aber von Stonefell und den Wachen umzingelt. Die Rebellen und Vox Machina kämpfen gegen die Wachen und ziehen sich langsam zurück, während Percy zurückbleibt, um Stonefell zu stellen. Nachdem er ihn erschossen hat, wird dessen Name auf magische Weise von Percys Waffe gelöscht. Archibald eröffnet dem überraschten Percy, dass dessen Schwester Cassandra noch lebt und unter der Obhut der Briarwoods steht. |           |                                      |                                  |                    |                               |
| 7 | 1         | Scanbo                               | Scanbo                           | Young Heller       | Sam Riegel, Travis Willingham |
| Eine Rückblende zeigt Professor Anders, der die noch jugendlichen Percy und Cassandra über die Kräfte von Residuum unterrichtet – ein Mineral, das magische Kräfte verstärken kann und aus den Felsen von Whitestone raffiniert wird. Die Kinder werden Zeugen eines Streits zwischen Anders und ihren Eltern, als sie seine Bitte um den Bau einer großen Raffinerie ablehnen. Nachdem der Rettung von Archibald kehren Vox Machina in ein Kellerversteck des Widerstands zurück. Vax, Vex und Scanlan konfrontieren Percy damit, dass er während der Gefängnispause seine Pistole auf sie, seine Freunde, gerichtet hat. Percy erklärt, wie ihm die Pläne für seinen speziellen Revolver in einem Traum erschienen. Keyleth entzündet versehentlich ein Feuer, als sie versucht, den Sonnenbaum zu heilen, dessen Wurzeln teilweise durch die Wand des Gebäudes ragen. Am nächsten Morgen planen Vox Machina und Archibald Cassandras Rettung. Scanlan schlägt vor, alleine für Ablenkung zu sorgen, indem er das Haus von Duke Vedmire niederbrennt. Die anderen Mitglieder von Vox Machina zweifeln an seinen Fähigkeiten, stimmen seinem Angebot jedoch widerwillig zu. Scanlans Plan gelingt. Die restlichen Mitglieder von Vox Machina dringen in das Haus von Professor Anders ein, doch sie laufen in eine Falle. Anders schneidet Cassandra in Percys Beisein die Kehle durch.                                                                              |           |                                      |                                  |                    |                               |
| 8 | 1         | Reden ist Silber                     | A Silver Tongue                  | Alicia Chan        | Marc Bernardin                |
| Nachdem Professor Anders Cassandra die Kehle durchgeschnitten hat, greift die Gruppe an und versucht dann zu fliehen. Keyleth rettet Cassandra mit ihrer druidischen Magie. Vox Machina verfolgt Anders und kämpft gegen ihn, doch er setzt Magie ein, um die Kontrolle über Grog, Vex, Keyleth und Vax zu übernehmen. Er zwingt sie, Percy zu töten. Im letzten Moment kann Percy eine Kugel abfeuern, die durch mehrere Gegenstände abgelenkt wird, Anders' Mund zerfetzt und so seine Kontrolle über die Freunde unterbricht. Percy setzt seine Pestmaske auf und wird in schwarzen Rauch gehüllt, als er seinen Revolver benutzt und Anders tötet, woraufhin dessen Name von Percys Revolverlauf verschwindet. Sie finden Hinweise für ein bevorstehendes Ritual zur Sonnenwende, ohne genau zu wissen, worum es sich handelt. Keyleth erschafft das Wappen von De Rolo am Himmel, um alle über den Sieg über Anders zu informieren. Daraufhin beschwört Delilah Brairwood einen Zauber herauf, der weitere Untote erweckt. Pike versucht derweil, sich in dem Tempel wieder mit dem Everlight zu verbinden und ihr inneres Gleichgewicht zu finden. Scanlan begegnet auf dem Rückweg nach seinem Kampf gegen Vedmire den Untoten und schließt sich wieder seinen Freunden an. |           |                                      |                                  |                    |                               |
| 9 | 1         | Eine Flut aus Knochen                | The Tide of Bone                 | Stanley Von Medvey | Kevin Burke, Chris Wyatt      |
| In einer Rückblende scheint Sylas zu sterben, daher macht Delilah einen Handel mit dem Geflüsterten, um Sylas an ihrer Seite behalten zu können; er wird geheilt und lebt als Vampir weiter. Das Versteck der Rebellen und von Vox Machina wird von Untoten angegriffen. Sie müssen auf die Straße fliehen, und auch Vedmire greift in den Kampf ein und tötet Archie. Cassandra überzeugt Percy, die Führungsrolle zu übernehmen, worauf er die Menschen von Whitestone versammelt und sie überzeugt, um sich dem Kampf anzuschließen. Vax gesteht Keyleth seine Liebe, während Vox Machina und die Rebellen sich darauf vorbereiten, ein letztes Mal am Sonnenbaum Widerstand zu leisten. Die Untoten scheinen die Überhand zu gewinnen, als ein Astralkörper von Pike erscheint und alle Waffen mit der Kraft des Everlight segnet, damit sie die Armee der Untoten besiegen können. Vox Machina überlässt den besiegten Vedmire den Stadtbewohnern, die ihn töten, und gehen dann zum Schloss der Briarwoods. Durch einen geheimen Tunnel dringen sie in die Kerker ein und finden dort die inhaftierte Dr. Anna Ripley, die anbietet, ihnen im Austausch für ihre Freilassung Informationen über die Briarwoods zu geben. Percy droht mit vorgehaltener Waffe, sie für ihre Missetaten zu erschießen, während schwarzer Rauch um ihn herum aufsteigt. |           |                                      |                                  |                    |                               |
| 10 | 1         | Ripleys Geschichte                   | Depths of Deceit                 | Young Heller       | Jennifer Muro                 |
| Eine Rückblende zeigt Ripleys Teilnahme an der Ermordung der Familie de Rolo und wie sie anschließend Percy foltert. Percy bedroht Ripley mit vorgehaltener Waffe, doch Keyleth hält ihn auf. Pike untersucht Percy mit ihrer Magie und sieht, dass in seinem Inneren eine dämonische Kraft wohnt. Vox Machina stimmt zu, dass Ripley sie zur Zikkurat führt, ein Tempel, in dem Delilah das im Buch beschriebene Ereignis durchführen will. Auf dem Weg durch unterirdische Gänge landen sie in einem riesigen unterirdischen Raum, in dem Professor Anders seinem Traum einer Residuum-Raffinerie wahr gemacht hat. Eben als der entsetzte Percy bemerkt, dass Cassandras Name auf dem Lauf seiner Waffe erscheint, drückt diese einen Knopf und sperrt Vox Machina und Ripley in dem Raum ein. Nur Vax kann unter dem herunterfahrenden Tor hindurch schlüpfen, doch Sylas bringt ihn erneut unter magische Kontrolle. Cassandras Augen zeigen, dass sie ebenfalls verzaubert ist – sie sagt, dass sie Teil der Briarwood-Familie sei. Plötzlich füllt sich der Raum mit Säure. Scanlan benutzt seine Magie und schafft eine riesige Hand, welche die Gruppe über der Säure hält, während Grog in die Flüssigkeit taucht und das Abflussventil öffnet, während Pike ihn mit ihrer Magie vor dem Tod bewahrt. Als die Säure abgeflossen ist, folgt die Gruppe den Briarwoods in Richtung der Zikkurat.                                                              |           |                                      |                                  |                    |                               |
| 11 | 1         | Die Zikkurat erfüllt von Geflüster   | Whispers at the Ziggurat         | Alicia Chan        | Eugene Son, Travis Willingham |
| Während Delilah und Sylas sich auf das Ritual vorbereiten, das den Geflüsterten herbeirufen soll, erreicht Vox Machina die Zikkurat. Ripley nutzt die Gelegenheit und macht sich davon, da Percy sie nicht erschießen kann, ohne die Briarwoods zu warnen. Der in Percy wohnende Geist übernimmt dessen Kontrolle und dringt in die Zikkurat ein, um die Briarwoods zu erschießen. Es kommt zu einem Kampf zwischen den beiden Gruppen, in dem Vex und Percy sich gegen ihre verzauberten Geschwister zur Wehr setzen, während Keyleth, Pike und Grog gegen Sylas kämpfen. Keyleth kann Sylas schließlich töten, indem sie die Kraft des Sonnenbaums zu Hilfe ruft. Die am Boden zerstörte Delilah flieht in die Zikkurat und versucht, das Ritual vorzeitig abzuschließen, wobei sie Keyleth tödlich verwundet, als Vox Machina hinzukommt, um sie aufzuhalten. Das Ritual scheitert scheinbar, da es vor der Sonnenwende durchgeführt wurde und nur eine sich drehende schwarze Kugel anstelle des Geflüsterten beschwor. Davon abgelenkt, wird Delilah von Percy zweimal in den Rücken geschossen. Pike versucht, Keyleth zu heilen, doch plötzlich löst sich ihre Astralprojektion auf. |           |                                      |                                  |                    |                               |
| 12 | 1         | Dunkelheit der Seele                 | The Darkness Within              | Stanley Von Medvey | Brandon Auman, Sam Riegel     |
| Vax und Vex versuchen, Keyleth zu retten, aber ein Heilelixier zeigt keine Wirkung. Scanlan schließt daraus, dass die sich drehende schwarze Kugel alle Magie in der Nähe blockiert, einschließlich Pikes Astralprojektion. Die Gruppe verlässt die Zikkurat und zieht Delilah hinter sich her. Grog holt Sylas' Schwert zurück, das ihm etwas zuzuflüstern scheint. Zurück im Raffinerieraum heilen Vax und Scanlan Keyleth genauso, wie sie Cassandra geheilt hat. Percy wird vollständig von dem Rauchdämon Orthax übernommen, der enthüllt, dass er Percy die Idee für seinen Revolver eingeflößt hat und dass er sich an den Seelen derer weidet, die Percy damit getötet hat. Er kann Percy beinahe dazu verleiten, seine Freunde zu töten, doch der gewinnt wieder die Kontrolle, indem er sich durch die Hand schießt und Orthax scheinbar vertreibt. Delilah versucht zu fliehen, wird aber von Cassandra getötet. Percy will seinen Revolver holen, aber Scanlan hält ihn auf und wirft den Revolver in eine Säurepfütze. Ein Abbild von Orthax erhebt sich kurzzeitig aus der Waffe, während sie schmilzt. Percy überlässt Cassandra die Verantwortung für Whitestone und Vox Machina reist nach Emon ab. Wiedervereint mit Pike werden sie vom Herrscher Uriel zu einer Abdankungsrede gerufen, in der er die Regierung an den Rat von Tal'Dorei abtritt. Plötzlich werden vier Drachen gesichtet, die auf die Stadt zufliegen.                           |           |                                      |                                  |                    |                               |